# Галерея Шака
Галерея Шака (нем. Schackgalerie), с 2009 года — Коллекция Шака (нем. Die Sammlung Schack) — художественный музей в Мюнхене, входит в состав Баварских государственных собраний картин. Основу музея составляет коллекция живописи, собранная немецким поэтом, писателем, историком литературы и искусства, графом Адольфом Фридрихом фон Шаком и содержащая в основном картины известных живописцев XIX века. Картины экспонируются в здании на Принцрегентенштрассе в Мюнхене.

## История
Фридрих фон Шак был известным меценатом, поддерживавшим мюнхенских художников. Он много путешествовал — в Италию, Египет, Испанию. В 1856 году по приглашению баварского короля Максимилиана II он переехал в Мюнхен. Здесь он увлёкся современной живописью, с которой познакомился в Новой пинакотеке, основанной в 1853 году, и на выставках в Стеклянном дворце (нем. Glaspalast), построенном в 1854 году. В 1857 году Шак приобрёл, вероятно, свою первую картину — «Видение Иезекииля» Бонавентуры Дженелли.

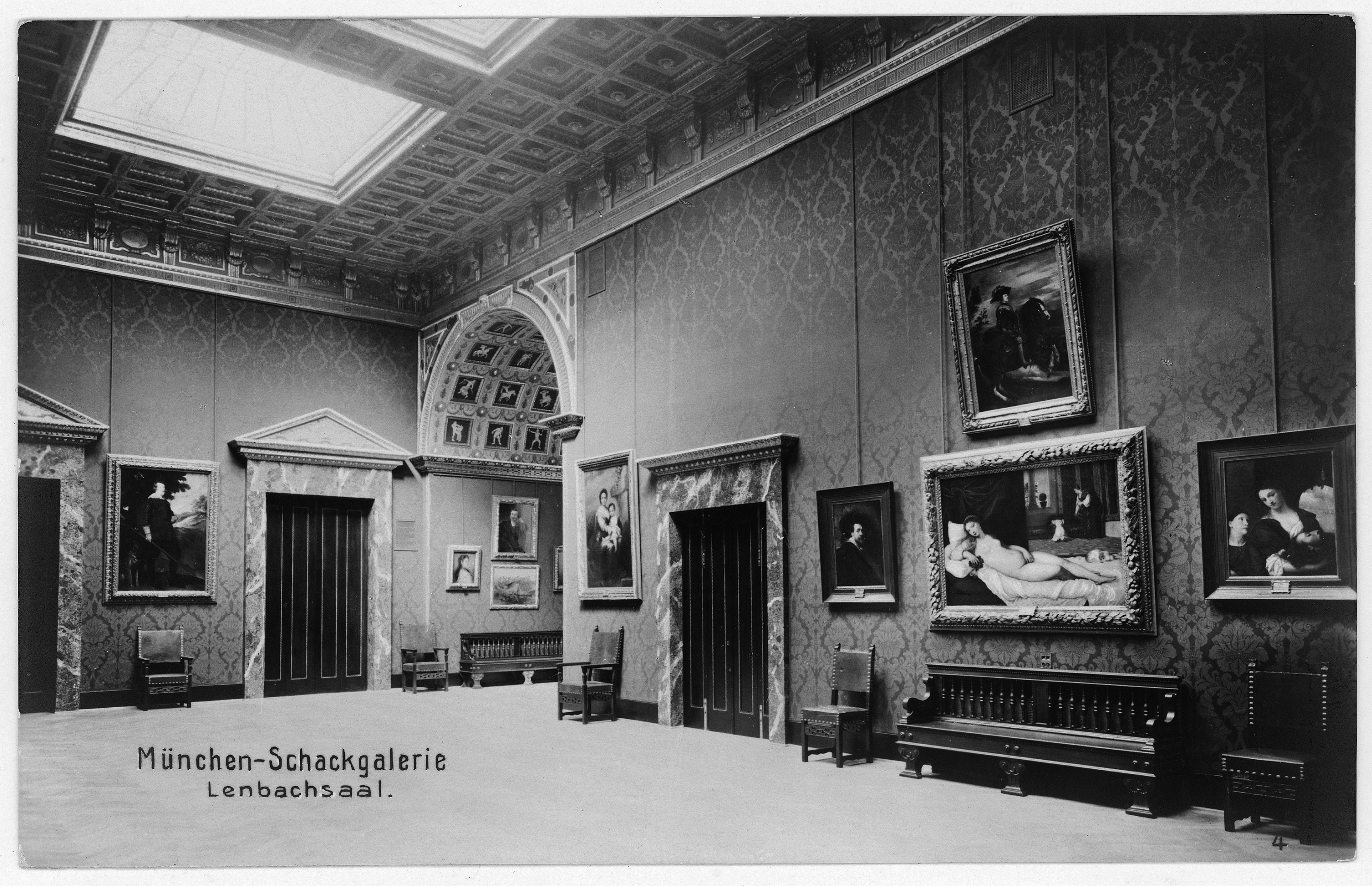
Галерея Шака. 1909

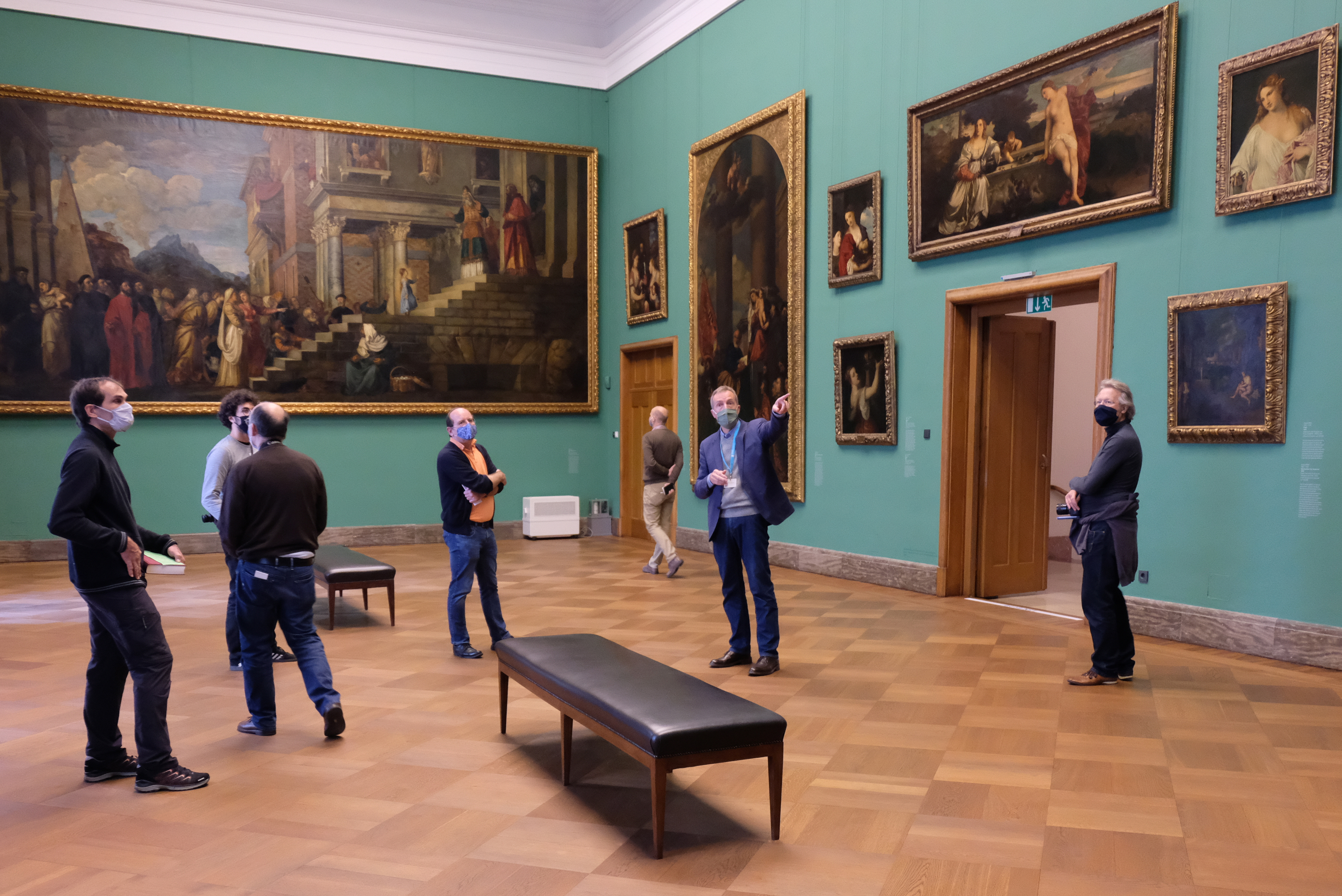
Коллекция Шака. 2020

В 1856 был избран почётным членом Баварской академии наук. Он стал покровителем, поддерживавшим мюнхенских художников. Шак специально приобретал целые группы произведений, тем самым поддерживая художников более, чем это было бы возможно при покупке отдельных картин. Коллекционер предпочитал картины, отсылающие к христианскому учению, современной литературе и мифологии. Шак также собрал множество пейзажных фотографий, на которых изображена Германия, Италия, Испания или Греция, и которые можно связать с его собственными путешествиями.
К моменту своей смерти в 1894 году граф Шак приобрёл около двухсот картин немецких художников и около семидесяти копий картин старых мастеров, включая основные произведения венецианской живописи, такие как «Сельский концерт» Джорджоне «Мадонна Пезаро» и «Венера Урбинская» и «Конный портрет Карла V» Тициана. Авторами копий были живописцы Франц фон Ленбах, чьи тициановские копии для графа Шака входят в число лучших копий картин XIX века в Германии, Ханс фон Маре и Август Вольф.
В своём завещании 1874 года Шак завещал коллекцию и свой дворец (Alte Schackgalerie) германскому императору Вильгельму II, но с условием, что галерея останется в Мюнхене в прежнем здании. Однако в более поздних документах он допускал, что император перенесёт коллекцию в Берлин, но настаивал на том, чтобы коллекцию не делили на части.
Поскольку здание в конечном итоге оказалось слишком малым и не очень подходило для музейной деятельности, император приказал построить новое. Здание, в котором заново разместилась галерея, было построено Максом Литманом в 1907 году для представительства Пруссии в Баварии.
В коллекцию входят преимущественно произведения художников немецкого романтизма и символизма, в частности: Арнольда Бёклина, Морица фон Швинда, Франца фон Ленбаха, Ханса фон Маре, Карла Шпицвега, Карла Ротмана, Ансельма Фейербаха, Франца фон Штука, Макса Клингера и других.
В завещание вошли только картины и акварели, но не рисунки (сорок пять наименований), в основном Дженелли и Фейербаха. После смерти Шака они перешли в Мюнхенский кабинет гравюр, ныне Мюнхенскую государственную коллекцию графики. Четыре коробки с эскизами картин Дженелли достались великому герцогу Мекленбург-Шверинскому. Теперь они находятся в Государственном музее Шверина.
После Первой мировой войны коллекция вошла в состав конфискованных коронных активов, но осталась в Мюнхене. В 1932 году коллекция стала собственностью прусского управления государственных дворцов и садов, нынешнего Фонда прусских дворцов и садов Берлин-Бранденбург. Вопреки распоряжению Шака сохранить коллекцию целиком, Адольф Гитлер планировал построить большую картинную галерею на Кёнигсплац, в которой он хотел объединить фонды галереи Шака и Новой пинакотеки. В процессе подготовки к этому плану, который так и не был реализован, в 1939 году коллекция перешла во владение Свободного государства Бавария и была включена в Баварскую государственную коллекцию живописи.
Коллекция сохранилась в полном объёме до наших дней и свидетельствует о художественных предпочтениях многих частных коллекционеров и меценатов XIX века.

## Оригинальные произведения

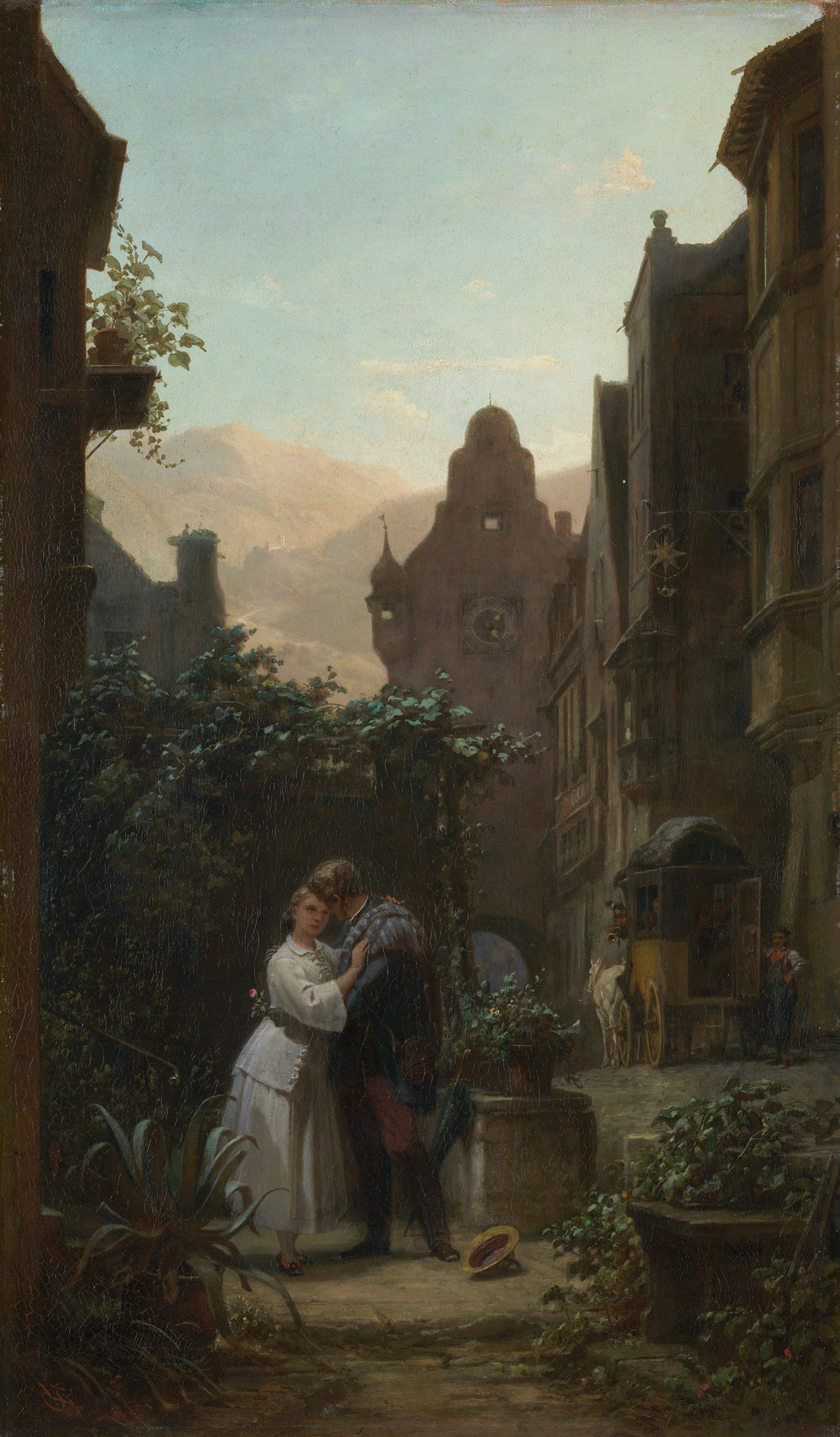
К. Шпицвег. Прощание. 1855
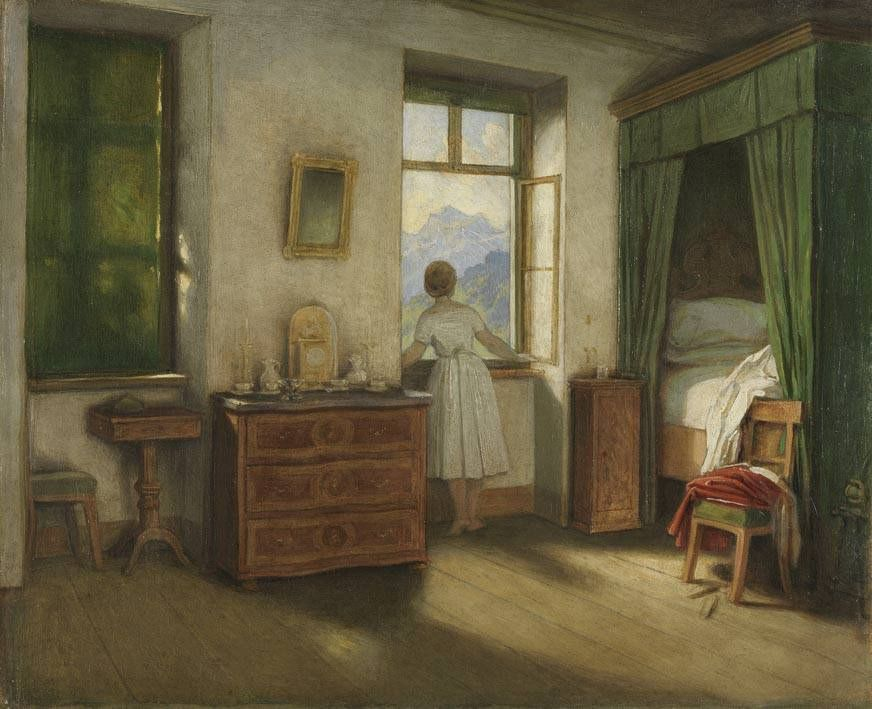
М. фон Швинд. Утром. 1858
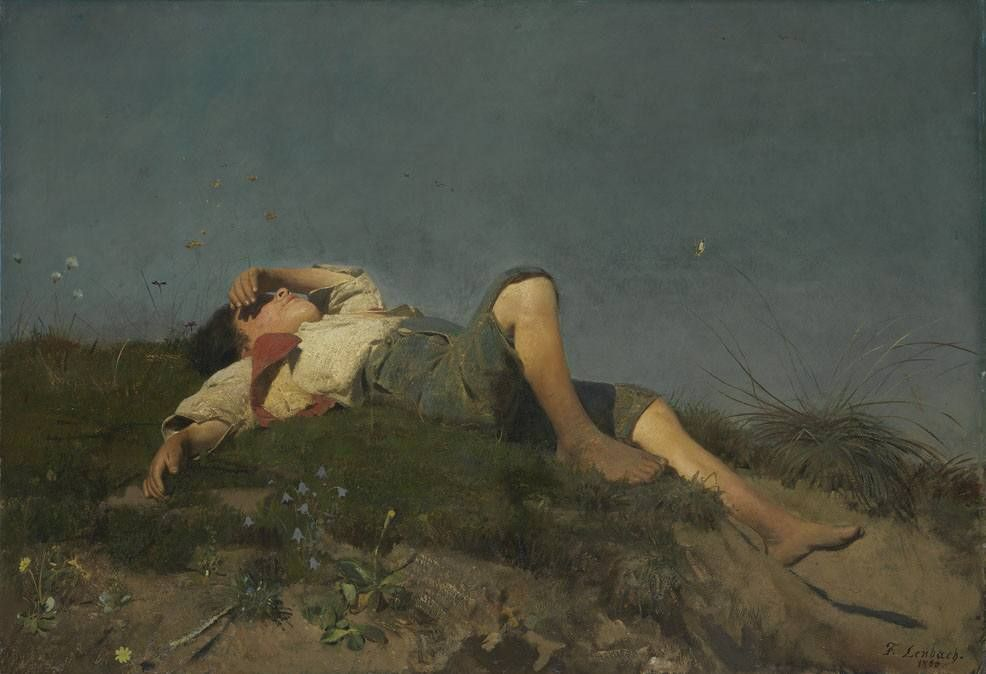
Ф. фон Ленбах. Пастушок. 1860
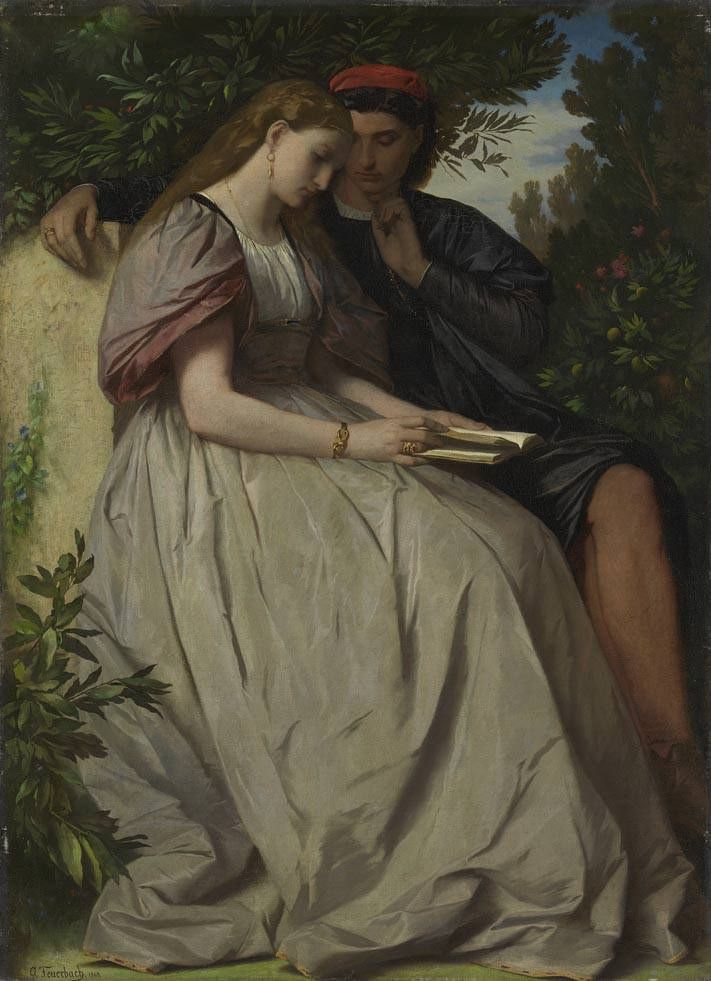
А. Фейербах. Паоло и Франческа. 1864
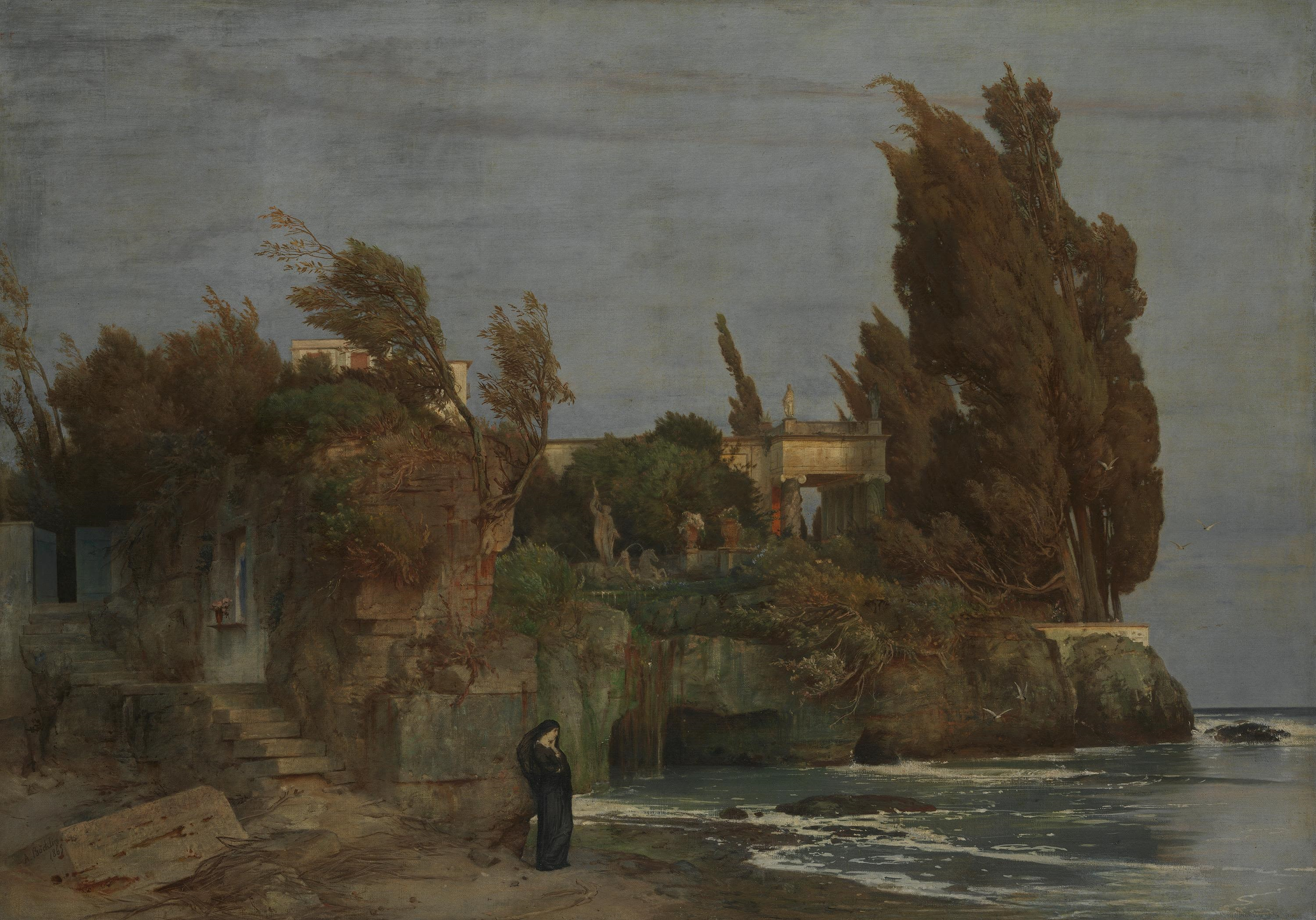
А. Бёклин. Вилла у моря. 1865
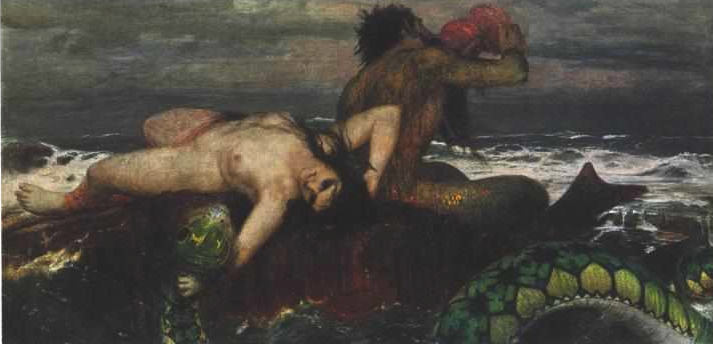
A. Бёклин. Тритон и Нереида. 1860-е
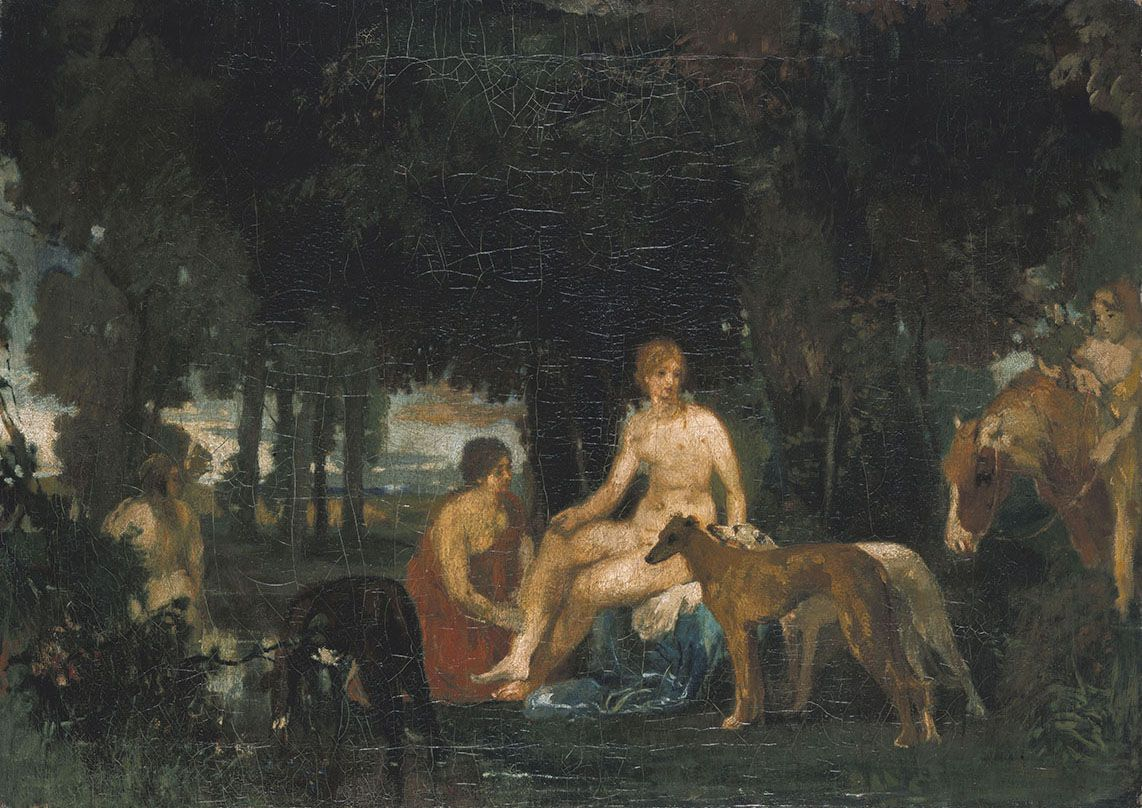
Х. фон Маре. Отдых Дианы. 1863
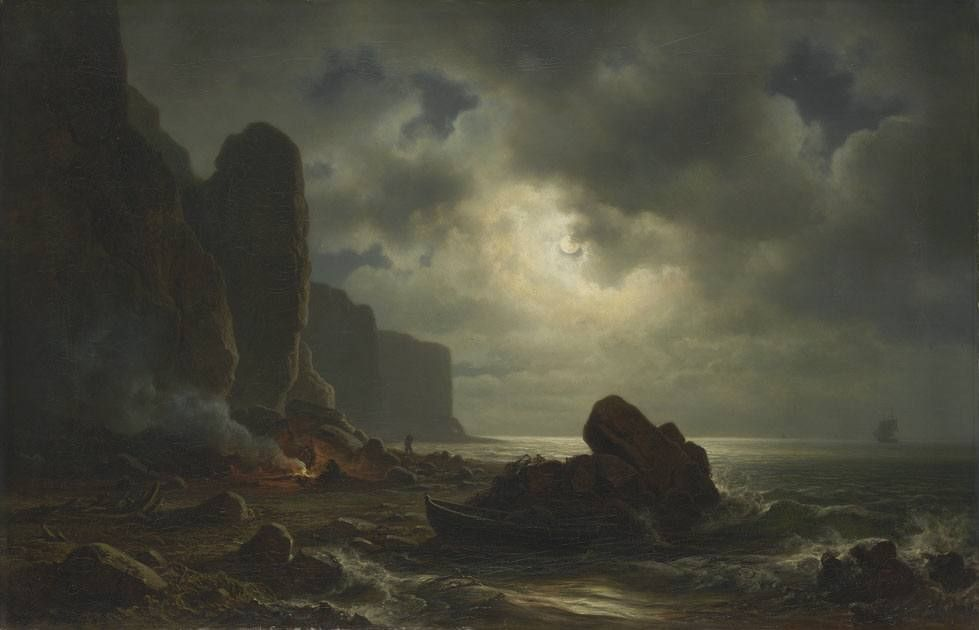
К. Моргенштерн. Берег Гельголанда. 1863

## Копии

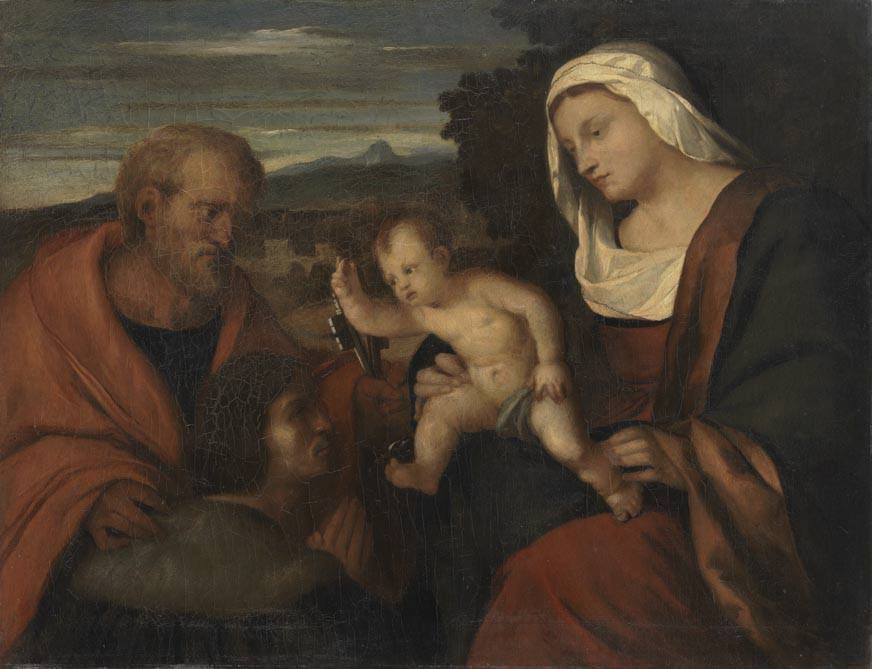
Х. фон Маре. Мадонна со Святым Петром и донатором (по картине Пальмы Веккьо). 1865
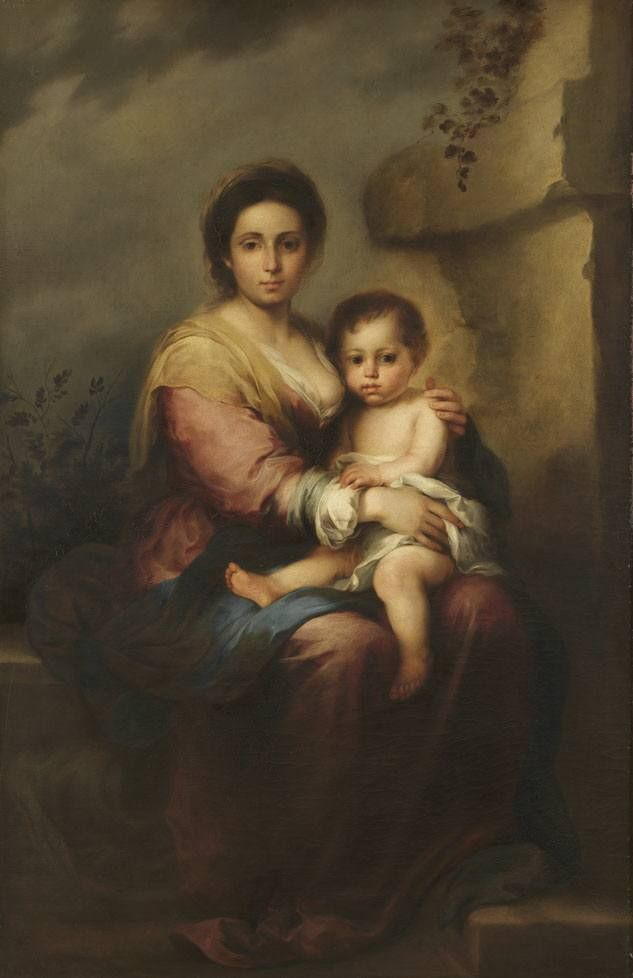
Ф. фон Ленбах. Мадонна (по Б. Э. Мурильо). 1865
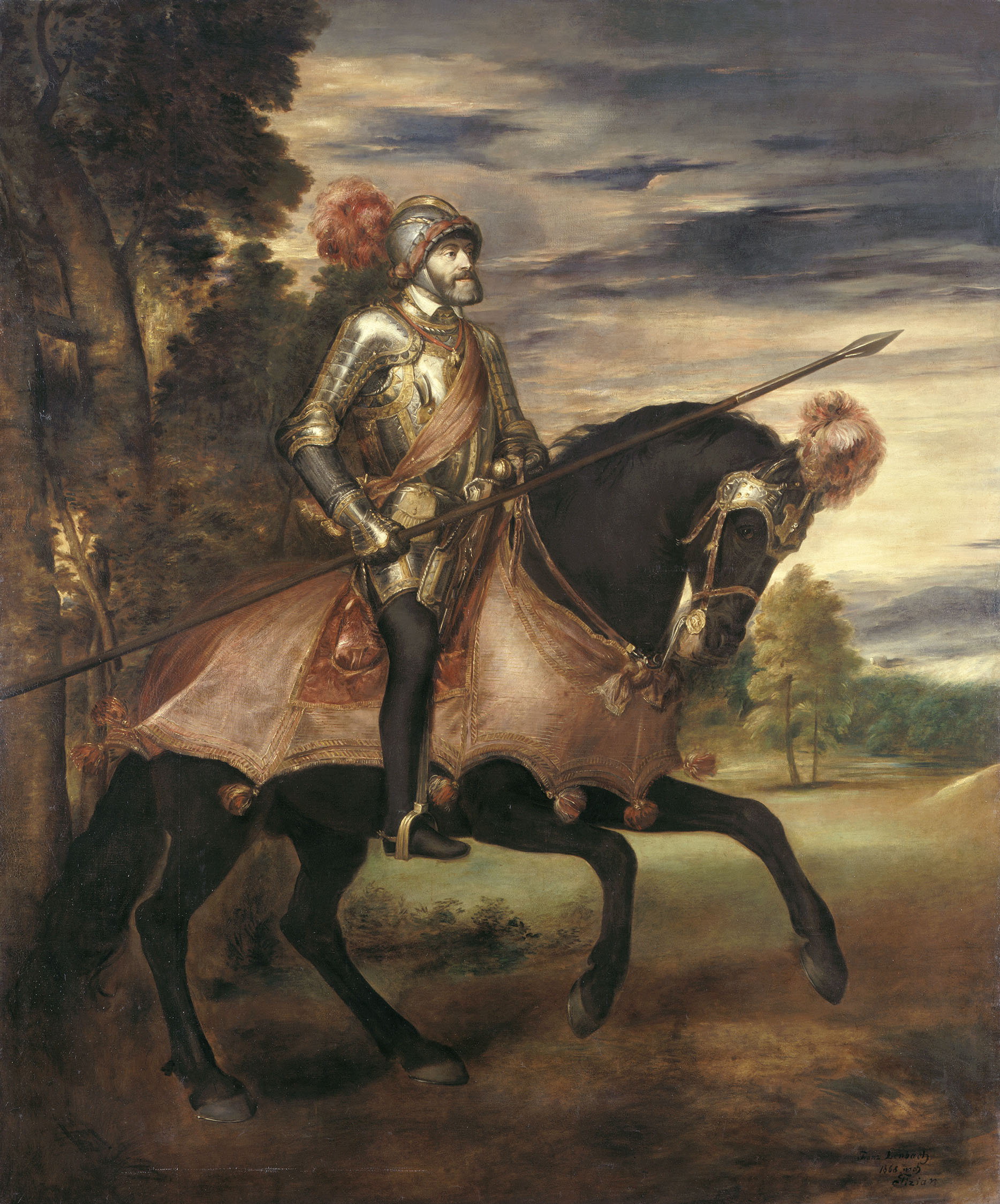
Ф. фон Ленбах. Император Карл V после битвы при Мюльберге» (по Тициану). 1868
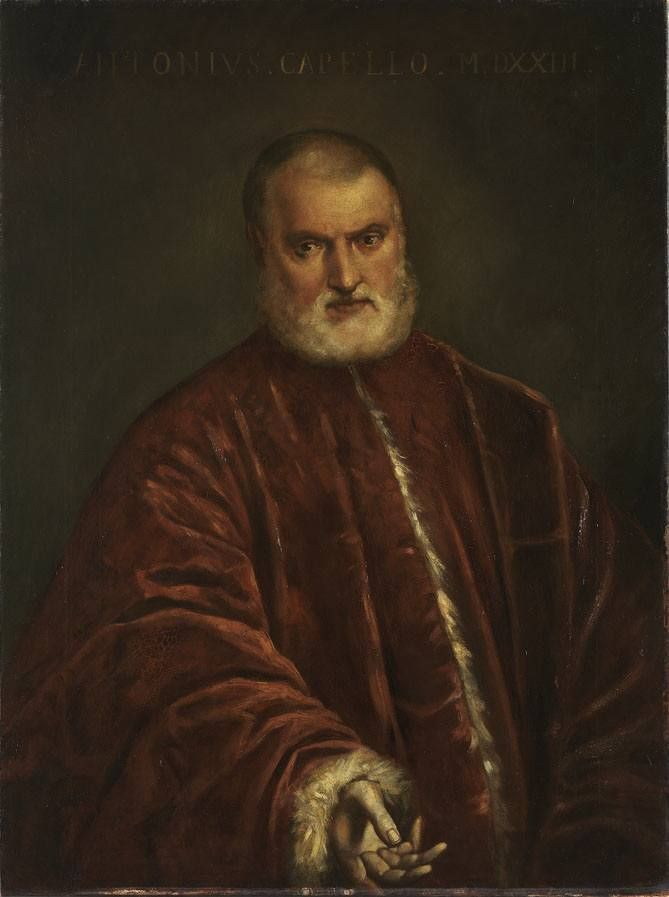
А. Вольф. Прокуратор Антонио Каппелло (по Тинторетто). 1872
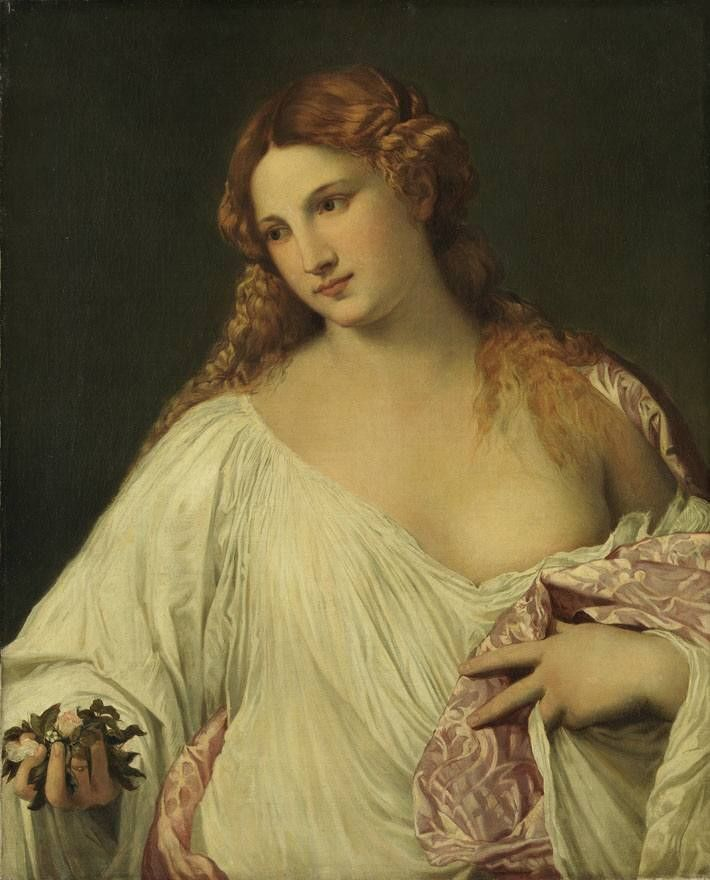
А. Вольф. Флора (по Тициану). 1879
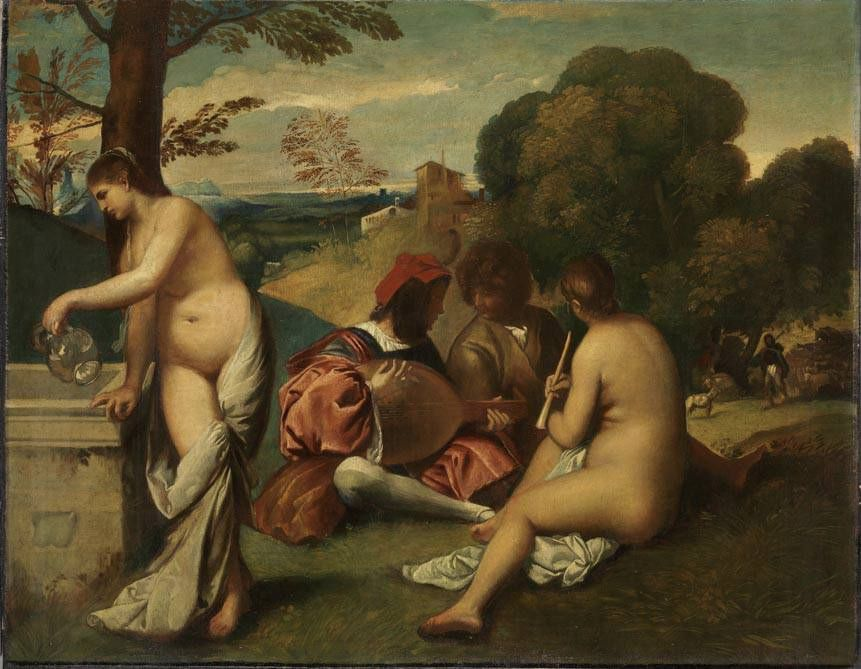
Э. Ф. фон Липгарт. Сельский концерт (по Джорджоне). 1877
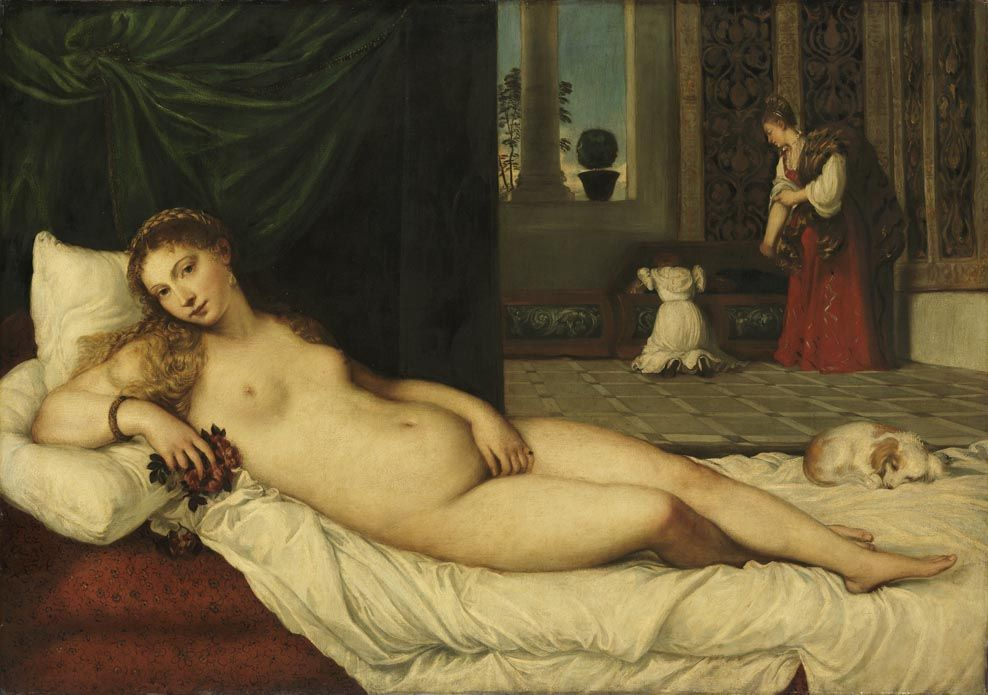
Ф. фон Ленбах. Венера Урбинская (по Тициану). 1866